# Monts Wudang
Les monts Wudang (chinois simplifié : 武当山 ; chinois traditionnel : 武當山 ; pinyin : wǔdāng shān ; parfois écrit Wutang) ou montagnes de Wudang, sont une chaîne de montagnes à Danjiangkou, au sud de la ville-préfecture de Shiyan dans la province du Hubei, en Chine.
Elle est considérée comme l'un des berceaux des arts martiaux internes taoïstes comme le taiji quan ou le bagua zhang qui se développèrent à partir du XVIIIe siècle.
Les monts Wudang sont très connus et visités pour les nombreux monastères taoïstes que l'on peut y trouver. Ces monastères sont réputés comme centres de recherche d'apprentissage et de pratique de la méditation, des arts martiaux et de la médecine traditionnelle chinoise, et des pratiques de l'agriculture et des arts liés au taoïsme. 

## Histoire
Le premier bâtiment taoïste à y être construit est la salle des Cinq Dragons, sous l'empereur Tang Taizong (627-649), au début de la dynastie Tang (618-907), puis les temples Taiyi et Yanchang. En 869 fut ajouté le temple Weiwu Gong. Sous le règne de l’empereur Song Zhenzong (dynastie Song), la salle des Cinq Dragons est transformée en temple des Cinq Dragons en 1018.
On attribue parfois à Zhang Sanfeng l'apport des arts martiaux taoïstes aux monts Wudang.
Beaucoup ont été construits ou réparés sur ordre de l'empereur Chengzu des Ming qui avaient une révérence particulière pour le dieu principal du mont, Zhenwu.
En 1956, de nombreuses statues de bronze ont été fondues. Les monastères ont été vidés, endommagés et négligés durant la révolution culturelle (1964-1978), mais ces montagnes sont récemment redevenues très populaires auprès des touristes chinois et étrangers attirés par le paysage et leur intérêt historique. De nombreux pratiquants et maîtres taoïstes ayant fui à Taïwan durant la révolution culturelle ont pu de nouveau s'y rendre en juin 2005[réf. nécessaire].

## Patrimoine

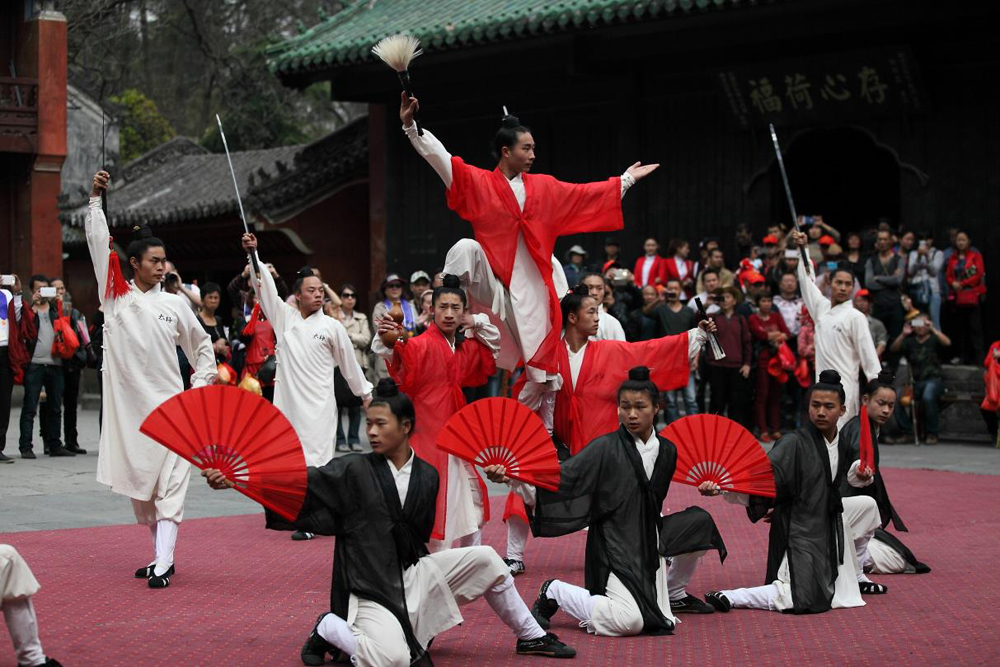
Cérémonie culturelle sur le site de Wudang Shan

Les monastères ont été classés sites de l'héritage culturel mondial par l'UNESCO en 1994 sous le nom de « Ensemble de bâtiments anciens des montagnes de Wudang », attestant ainsi de la reconnaissance de leur valeur historique et culturelle.

## Transports
La gare ferroviaire Wudangshan (武当山站), dans le centre urbain du bourg de Wudangshan (武当山镇), au nord des monts, est située à quelques minutes de celle de Shiyan et est sur la ligne qui relie celle-ci à Wuhan.
Le bourg est traversé par les routes nationales G70, G209 et G316.
Un téléphérique permet de monter aux sommets des monts.